# Булик Роман Євгенович
Роман Євгенович Булик (анг. Roman Bulyk, народився 30 червня 1975р., м. Коломия, Івано-Франківської області) — український вчений у галузі хрономедицини та хронобіології, доктор медичних наук, професор, завідувач кафедри медичної біології та генетики Буковинського державного медичного університету.

## Життєпис
Після закінчення з відзнакою Буковинської державної медичної академії (нині – Буковинського державного медичного університету) у 2000 році направлений на роботу асистентом кафедри медичної біології, генетики та гістології.
У 2004 році захистив кандидатську дисертацію на тему «Роль простагландинів у регуляції хроноритмів функцій нирок» за спеціальністю 14.03.03 – нормальна фізіологія.
У 2009 р. захистив докторську дисертацію на тему «Центральні механізми циркадіанних ритмів головного мозку щурів» за спеціальностями 14.03.01 – нормальна анатомія, 14.03.03 – нормальна фізіологія.
З 2007 р. – доцент, з 2013 р. – професор, з 2014 р. – завідувач кафедри медичної біології та генетики БДМУ.

## Наукова діяльність
Основні напрямки наукової роботи пов'язані із з'ясуванням участі структур головного мозку та ендокринних залоз у формуванні циркадіанних ритмів фізіологічних функцій ссавців. За цією тематикою підготував доктора наук та чотирьох кандидатів наук, виконуються ще дві дисертації на здобуття наукового ступеня доктора філософії.
Є автором/співавтором понад 500 навчально-методичних та наукових праць, серед яких монографії, підручники, навчальні посібники, наукові публікації у виданнях, включених до наукометричних баз Scopus та Web of Science.

## Вибрані наукові праці
1.  Pishak V, Bulyk R, Vasilenko D. State of the Immediate-Response Gene c-fos in Neurons of the hypothalamic Suprachiasmatic Nuuclei of Rats under Conditions of Modifications of the Photocycle.   Neurophysiology. 2008;40(2):98-104. (indexed in Web of Science), (indexed in Scopus).
2.  Pishak V, Bulyk R. Circadian changes of the density of melatonin receptors 1A in the neurons of the suprachiasmatic nuuclei of the rat hypothalamus under conditions of diverse functional activity of the pineal gland. Fiziolohichnyi zhurnal (Kiev, Ukraaine: 1994). 2008;54(2):11-5. (indexed in Scopus)
3.  Bulyk R, Vasilenko D, Pishak V, Timofey O. Neurons of the Paraventricular Hypothalamic Nucleus Under Normal and Modified Illumination Conditions: Immunohistochemical and Morphometric Parallels. Neurophysiology. 2012;44(1):26-32. (indexed in Web of Science), (indexed in Scopus)
4.  Ryznychuk MO, Kryvchanska MI, Lastivka IV, Bulyk RYe. Incidence and risk factors of spina bifida in children. Wiadomosci lekarskie (Warsaw, Poland: 1960). 2018;71(2 pt 2):339-44 (indexed in Scopus)
5.  Bulyk RYe, Abramov AV, Bulyk TS, Kryvchanska MI, Vlasova KV. The effects of melatonin on the activity of the c-fos gene in the structures of the hypothalamic paraventricular nucleus under prolonged lighting. Regulatory mechanisms in Biosystems. 2018;9(2):131-4. (indexed in Web of Science)
6.  Proniaiev DV, Khmara TV, Bulyk RYe. Regularities of morphological transformations in the vagins of early fetuses. World of medicine and biology. 2019;3:214-7. (indexed in Web of Science).
7.  Bulyk RYe, Yosypenko VR, Vlasova KV. Ontogenetic aspects of melatonin receptors 1A density in the lateral preoptic nucleus of the hypothalamus under various light conditions. Wiad Lek. 2021;74(9 Cz 1):2202-6. doi: 10.36740/WLek202109131.
8.  Bulyk R.Ye. Bazhora Yu.I., Chesnokova M.M., Lomakina Yu.V. Medical biology. Textbook / Vinnytsia: Nova Knyha, 2018. 448 p.: il.
9.  Булик Р.Є., Пішак В.П., Захарчук О.І. Лабораторна діагностика паразитарних інвазій. вид. 2-ге, доповн. Чернівці: Медуніверситет, 2019. 291 с.
10. Павліченко В.І., Кушнірик О.В. Булик Р.Є. Основи молекулярної біології. вид. 2-ге, доповн. Чернівці; 2020. 507 с.
11. Сорокман Т.В., Пішак В.П., Ластівка І.В., Волосовець О.П., Булик Р.Є. Клінічна генетика.  Чернівці: Медуніверситет, 2006.  568 с.
12. Bulyk R.Ye., Vlasova K.V., Yosypenko V.R. Biology and Fundamentals of Genetics. Чернівці; БДМУ, 2021. 240 с.

## Громадська діяльність
Член оргкомітету ІІ етапу Всеукраїнської студентської олімпіади серед студентів медичних і класичних університетів України із навчальної дисципліни «Медична біологія» (2014–2019), неодноразово готував переможців ІІ етапу Олімпіади з медичної біології, призерів Всеукраїнського конкурсу студентських наукових робіт. Є членом редколегій журналів «Здобутки клінічної і експериментальної медицини», «Клінічна та експериментальна патологія», «Клінічна анатомія та оперативна хірургія». Заступник Голови комітету фахової експертизи ЄДКІ, Етап 1 для спеціальності «Медицина» Інтегрованого тестового іспиту «Крок 1» та іспиту з англійської мови професійного спрямування при Центрі тестування МОЗ України. Є членом вченої ради університету, вченої ради фармацевтичного факультету, центральної методичної комісії, наукової комісії, з 2010 по 2022 рр. - завідувач відділу докторантури, аспірантури та клінічної ординатури Буковинського державного медичного університету. Брав участь в україно-швейцарському проєкті «Реформа медичної освіти», започаткованому Швейцарським інститутом тропічної медицини та громадського здоров’я за підтримки агенції з розвитку та співробітництва Федерального департаменту закордонних справ Швейцарії (2018–2022 рр.).
Нагороджений грамотами БДМУ, почесною грамотою МОЗ України за вагомий особистий внесок у розвиток охорони здоров'я та високий професіоналізм, почесними грамотами департаменту освіти і науки чернівецької ОДА, лауреат премії Кабінету Міністрів України за особливі досягнення у розбудові України у номінації за наукові досягнення, грамотою Верховної ради України за вагомий особистий внесок у розвиток вітчизняної освіти, плідну навчально-педагогічну діяльність, сумлінну працю та високий професіоналізм (2019).